# ノルマン・ハウンド
ノルマン・ハウンド（英：Norman Hound）とは、フランスのノルマンディー地方原産のセントハウンド犬種である。やや著名なイギリス原産のセントハウンド犬種、ブラッドハウンドやタルボット・ハウンドの原種でもある。

## 歴史
ベルギーのアルデンヌ地方から連れて来られたセント・ヒューバートが先祖である。それと土着のセントハウンドを掛け合わせることにより作出された。
嗅覚や体力が優れていて、貴族によってパックで鹿のセントハント（嗅覚猟）に使われていた。しかし、積極性に欠けており、あまり賢くなかった。更に動きが緩慢で、1頭の鹿を追跡して追い詰めるまでに6から8時間かかった。
11世紀になると嗅覚の鋭さと見栄えのよさから本種はイギリスに輸出され、大幅な能力改善のための改良が行われてタルボット・ハウンドが作出された。この子孫の繁栄とは対照的に、ノルマンハウンド自体はどんどん頭数を減らしていった。
もっとスピードのあるフォックスハウンド系の犬に取って代わられたことにより減少。1763年には原産地のノルマンディー地方においても希少犬種となっており、この頃にはイギリスから輸入された猟犬との混血も進んで、熱心な愛好家は地元の犬種であるノルマン・ハウンドの血が守られていないことを懸念していた。1830年代に確認されたノルマン・ハウンドのパックは1つしか存在していなかった。1875年の書籍にノルマン・ハウンドの血がフランスに残っていないことが関係者にって書かれてる。
犬種としては絶滅したもののその血はイギリスのブラッドハウンドに残されている。また、小型のフランスの猟犬の中にも、ノルマン・ハウンドの遺伝子が確かに残されている。

## 特徴
筋肉質の体つきのセントハウンドである。先細りのマズルと脚は長く、耳は肩まで伸びた長い垂れ耳、尾はサーベル形で飾り毛のない垂れ尾。毛色はブラックからホワイトまで様々な毛色が存在した。体高76cm前後の大型犬で、優れた嗅覚に体力、そして素晴らしい声を持っていた。現代の家庭犬としては最適な性格であるといえるが、闘争心や狩猟本能の薄さから当時はあまり受けが良くなかった。協調性に優れ、人懐こいがしつけの飲み込みは悪かったとされる。嗅覚と状況判断力、粘り強さはその分他の犬種よりも格上であったと伝えられている。吠え声は大きくよく響き、仲間同士の連絡に役立っていた。運動量は多いが、走り回ることよりゆったりとにおいを探しながら散策を楽しむことの方が多かったようである。